# Hak (grondbewerking)

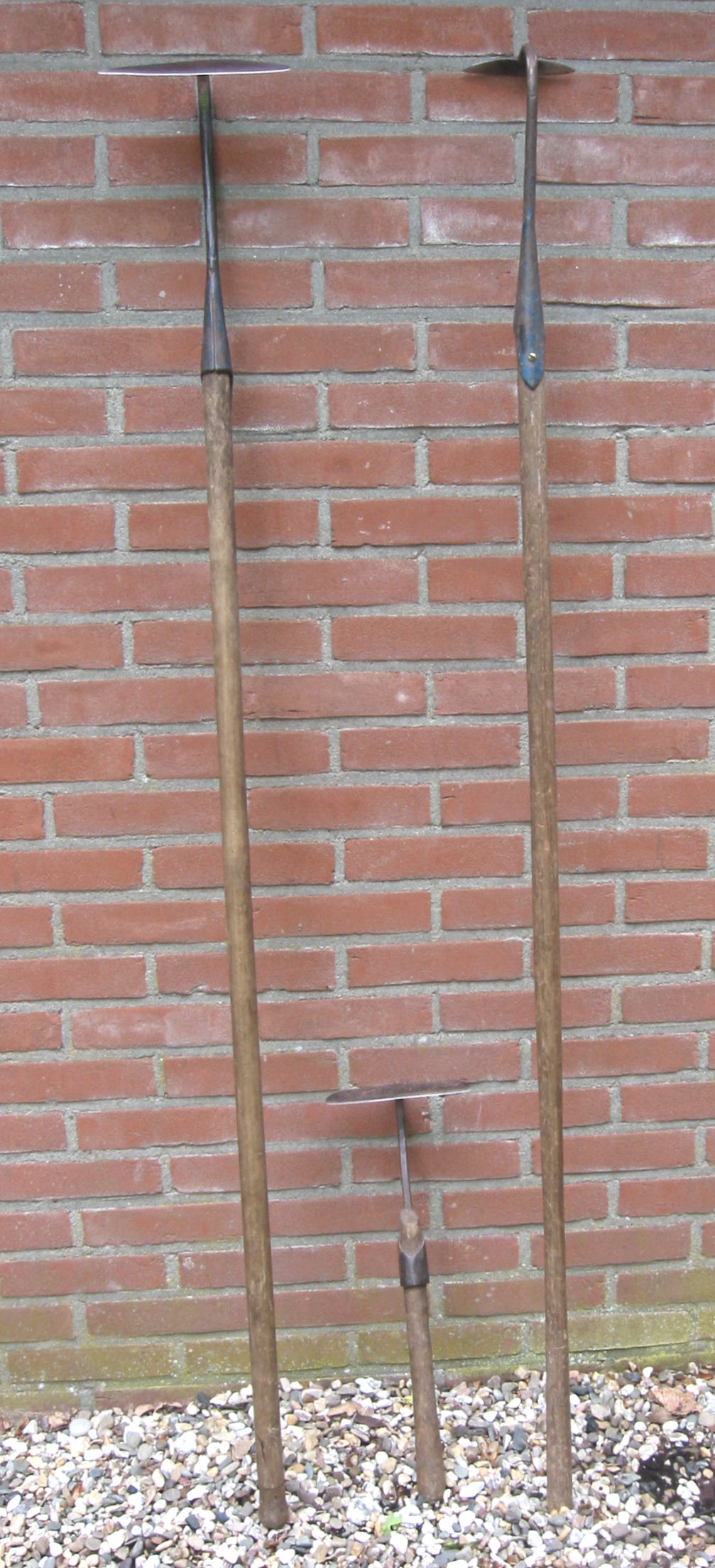
Hakken met een lange en een korte steel

Een hak is tuingereedschap dat, evenals een schoffel, wordt gebruikt om onkruid net onder grond door te snijden, waarbij tegelijk de grond los wordt gemaakt. De losgehakte plantjes zullen uitdrogen en afsterven.
Anders dan bij een schoffel is het blad van een hak naar achteren gericht. Hij wordt door de grond getrokken, terwijl een schoffel wordt geduwd. Dit maakt het werk in zware grond, of bij hakvruchten zoals aardappelen of bieten gemakkelijker. 
Een zwaar uitgevoerde hak wordt in veel landen gebruikt voor houwend spitwerk, meestal als oppervlaktebewerking.

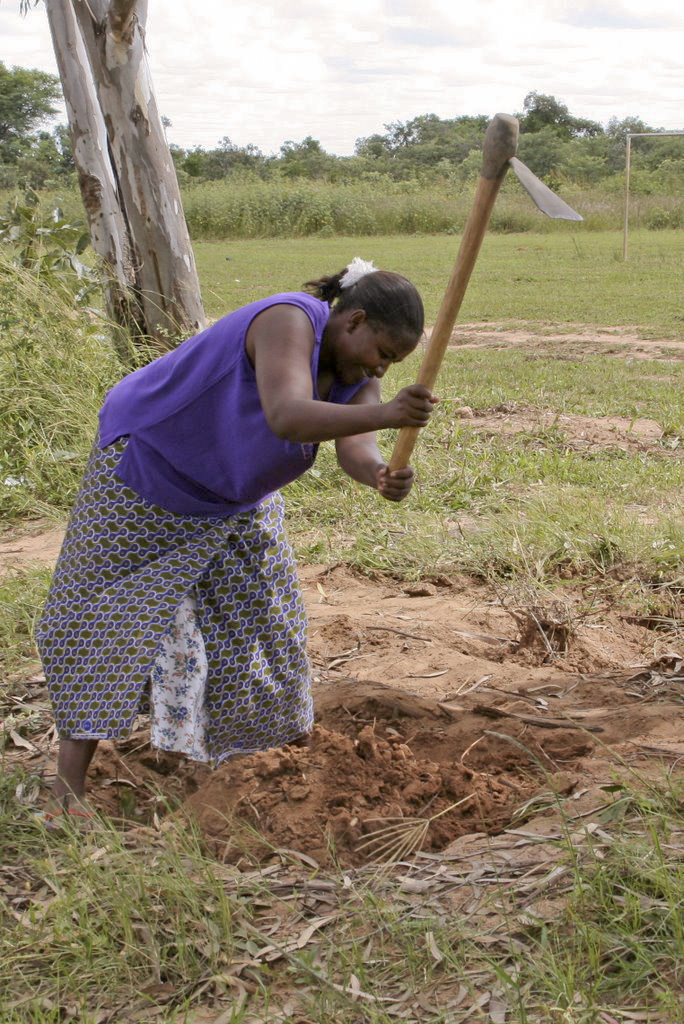
Een zware hak, voor spitwerk (Zambia)